# Ropica samoana
Ropica samoana är en skalbaggsart som beskrevs av Stefan von Breuning 1939. Ropica samoana ingår i släktet Ropica och familjen långhorningar.
Artens utbredningsområde är Samoa. Inga underarter finns listade i Catalogue of Life.